# Aglaophenia sibogae
Aglaophenia sibogae is een hydroïdpoliep uit de familie Aglaopheniidae. De poliep komt uit het geslacht Aglaophenia. Aglaophenia sibogae werd in 1913 voor het eerst wetenschappelijk beschreven door Billard. 